# Schnellfahrstrecke Saragossa–Huesca
| Bahnhof Huesca, Regelspurbahnsteiggleise |                 |                                     |                                     |
| Streckenlänge: | 79,4 km         |                                     |                                     |
| Spurweite: | 1435 (1668) mm  |                                     |                                     |
| Stromsystem: | 25 kV / 50 Hz ~ |                                     |                                     |
| Maximale Neigung: | 14 ‰            |                                     |                                     |
| Streckengeschwindigkeit: | 200/160 km/h    |                                     |                                     |
| |                 |                                     |                                     |
| \| \| \| von Madrid \| \| \| \| 294,9 \| Bifurcación (Abzweig) Moncasí \| Bifurcación (Abzweig) Moncasí \| \| \| 306,7 \| Zaragoza Delicias \| Zaragoza Delicias \| \| \| 311,7 \| \| \| \| \| \| nach Barcelona \| \| \| \| \| Tardienta \| \| \| \| \| Dreischienengleis ＊ \| \| \| \| \| Huesca \| \| \| \| ＊ \| Vgl. Bahnstrecke Saragossa–Canfranc \| Vgl. Bahnstrecke Saragossa–Canfranc \| |                 |                                     |                                     |
| |                 | von Madrid                          |                                     |
| | 294,9           | Bifurcación (Abzweig) Moncasí       | Bifurcación (Abzweig) Moncasí       |
| Strecke · Bahnhof | 306,7           | Zaragoza Delicias                   | Zaragoza Delicias                   |
| | 311,7           |                                     |                                     |
| Strecke |                 | nach Barcelona                      | nach Barcelona                      |
| Bahnhof |                 | Tardienta                           | Tardienta                           |
| Strecke |                 | Dreischienengleis ＊                | Dreischienengleis ＊                |
| Kopfbahnhof Streckenende |                 | Huesca                              | Huesca                              |
| | ＊              | Vgl. Bahnstrecke Saragossa–Canfranc | Vgl. Bahnstrecke Saragossa–Canfranc |

Die Schnellfahrstrecke Saragossa–Huesca ist eine spanische Eisenbahn-Schnellfahrstrecke. Sie zweigt in Saragossa von der Schnellfahrstrecke Madrid–Barcelona ab und führt in nordöstlicher Richtung über Tardienta nach Huesca. Auf dem Abschnitt zwischen Saragossa und Tardienta wurde als Neubaustrecke ein Regelspurgleis parallel zur bestehenden und mit 3 kV Gleichstrom elektrifizierten Breitspurstrecke errichtet und mit 25 kV/50 Hz Wechselstrom elektrifiziert.  Die Bauarbeiten erfolgten in zwei Abschnitten von jeweils 31,2 km und 27,5 km Länge. Die Stromversorgung erfolgt von einem Unterwerk, das bei Streckenkilometer 46,6 errichtet wurde.
Einmalig im europäischen Hochgeschwindigkeitsnetz ist der 20,7 km lange Abschnitt nördlich von Tardienta, auf dem ein Dreischienengleis für Breit- und Regelspur verlegt und mit 25 kV elektrifiziert wurde. Der Fahrdraht kann dabei im jetzigen Zustand nur von Regelspurfahrzeugen genutzt werden, während auf Breitspur lediglich Dieseltraktion möglich ist. Die Verbindung vom Breitspurnetz in das Dreischienengleis und die Breitspurgleise im Bahnhof Huesca sind nicht überspannt. Dieser Streckenabschnitt ist Teil der Bahnstrecke Saragossa–Canfranc. Auch der Bahnhof von Huesca wurde umgebaut. Zwei Bahnsteiggleise sind mit Umsetzmöglichkeit regelspurig, vier Stumpfgleise, von denen nur eins an einer Bahnsteigkante liegt, breitspurig. Die Bahnsteige wurden auf 220 Meter verlängert. In Huesca wurde auch eine Spurwechselanlage gebaut, um den Rest der Strecke nach Canfranc für spurwechselfähige Fahrzeuge erreichbar zu machen.
Obwohl offiziell Schnellfahrstrecke genannt, liegt die Höchstgeschwindigkeit zwischen Saragossa und Tardienta bei nur 200 km/h auf Regelspur und 160 km/h auf Breitspur, und zwischen Tardienta und Huesca bei 160 km/h. Dementsprechend ist die Linie mit konventioneller punktförmiger Zugbeeinflussung des spanischen Systems ASFA ausgestattet. Der Neu- und Ausbau der Strecke kostete rund 250 Millionen Euro.

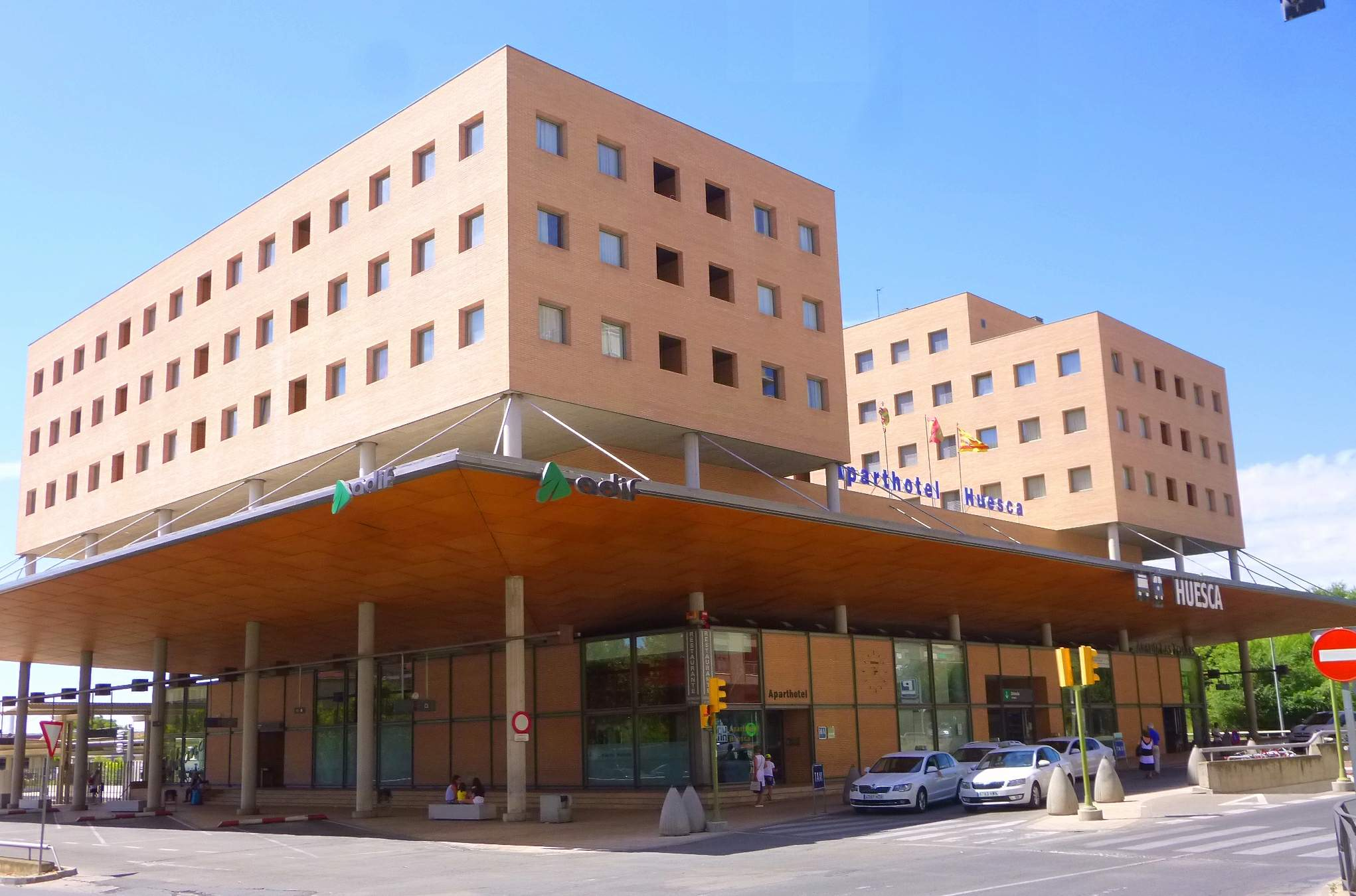
Stadtseite des Bahnhofs Huesca

Am 23. Dezember 2003 wurde mit einer Eröffnungsfahrt mit einem Triebzug der Renfe-Baureihe 100 der Hochgeschwindigkeitsverkehr zwischen Saragossa und Huesca aufgenommen. Die Fahrzeiten verringerten sich zwischen Huesca und Madrid von 278 auf 130 Minuten sowie zwischen Huesca und Saragossa von 70 auf 35 Minuten. Zusätzlich verkehren Eilzüge der Marke Media Distancia auf der Strecke, die mit spurwechselfähigen Dieseltriebzügen der RENFE-Baureihe 594 über Huesca hinaus bis nach Jaca fahren. Der Fahrpreis zwischen Saragossa und Huesca im Fernverkehr lag zunächst bei 19 Euro; im Regionalverkehr über die Bestandsstrecke wurden dagegen 4,35 bis 5,40 Euro erhoben.
Im September 2010 vergab das spanische Ministerium für Infrastrukturförderung (Ministerio de Fomento) einen Auftrag für eine Machbarkeitsstudie über den Umbau des Dreischienengleis-Abschnittes zwischen Tardienta und Huesca in je ein separates Regel- und Breitspurgleis, um die Streckenkapazität zu erhöhen.
Der Endbahnhof Huesca wurde 2017 durchschnittlich nur von 110 Reisenden pro Tag benutzt, der Zwischenbahnhof Tardienta sogar lediglich von anderthalb Personen pro Tag. Die Strecke gilt deshalb als eine der am wenigsten benutzten in ganz Spanien.
Mit der Perspektive auf eine durchgehende Regelspurverbindung nach Bordeaux und Toulouse durch Wiedereröffnung des französischen Abschnitts nördlich von Canfranc und Umspurung bis dorthin wird die Nachrüstung der Strecke mit dem europäische Streckenmanagement ERTMS als Teil dieses Projektes stattfinden.